# Doppia fecondazione

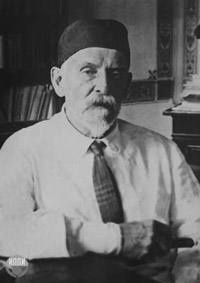
Sergej Gavrilovič Navašin

La doppia fecondazione è la forma tipica della fecondazione nelle Angiosperme ed è il processo mediante il quale alla fecondazione partecipano entrambi i nuclei spermatici del gametofito maschile (il granulo pollinico): uno feconda l'oosfera (una cellula femminile aploide) dando origine allo zigote (diploide), l'altro invece si fonde con due nuclei (i nuclei polari) che si trovano al centro del gametofito femminile (o sacco embrionale), formando l'endosperma (triploide) che servirà come tessuto di riserva per lo sviluppo dell'embrione.
Il processo della doppia fecondazione fu scoperto nel 1898 dal botanico russo Sergej Gavrilovič Navašin, il quale in quel tempo lavorava nel Giardino Botanico dell'Università di Kiev. 
Fino a poco tempo fa si credeva che il fenomeno della doppia fecondazione fosse esclusivo delle Angiosperme, ma recentemente è stato trovato anche doppia fecondazione in Ephedra e Gnetum, entrambe Gimnosperme. Non essendo parenti stretti delle Angiosperme, è stato ipotizzato che la doppia fecondazione sia apparsa indipendentemente nei due generi.

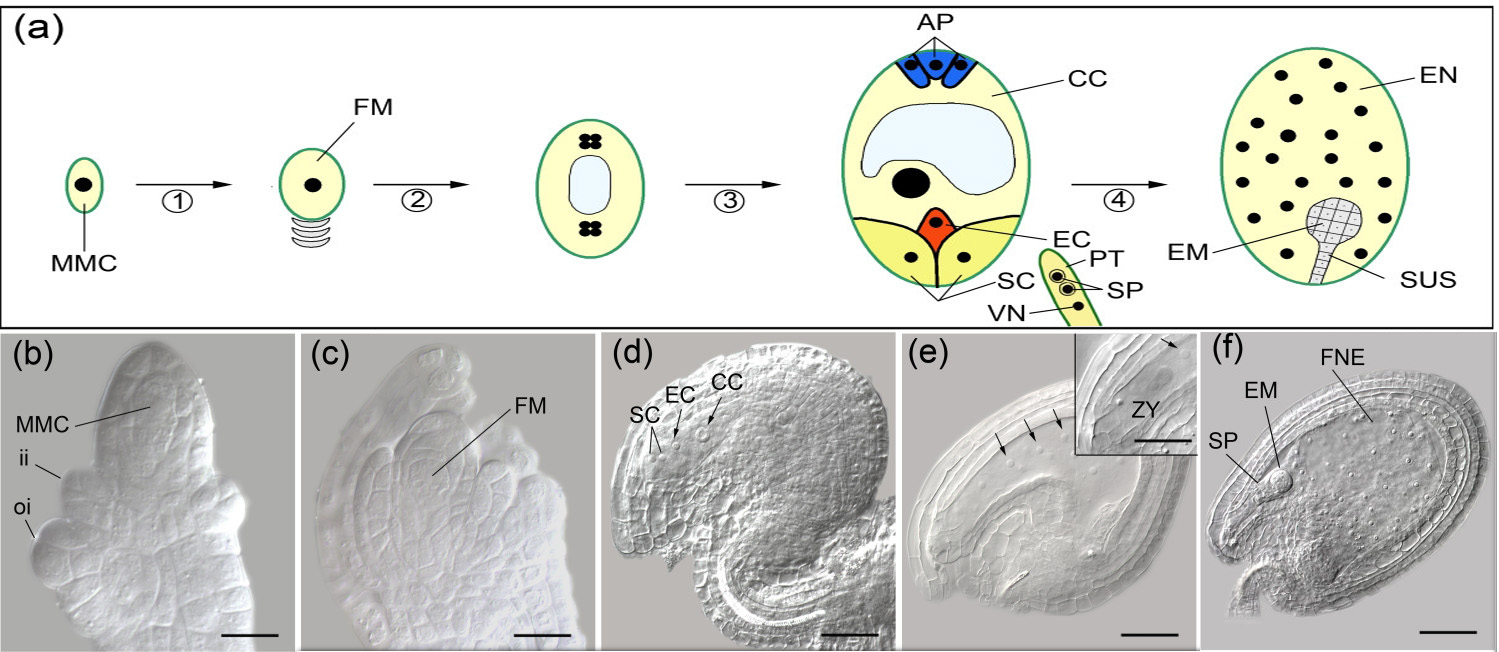
Doppia fecondazione in Arabidopsis thaliana

In un recente studio eseguito sulla Arabidopsis thaliana, è stata documentata per la prima volta, utilizzando tecniche di imaging in vivo, la migrazione di nuclei maschili all'interno del gamete femminile, in fusione con i nuclei di sesso femminile: sono stati determinati anche alcuni dei geni coinvolti nei processi di migrazione e di fusione.